# Ica, Peru

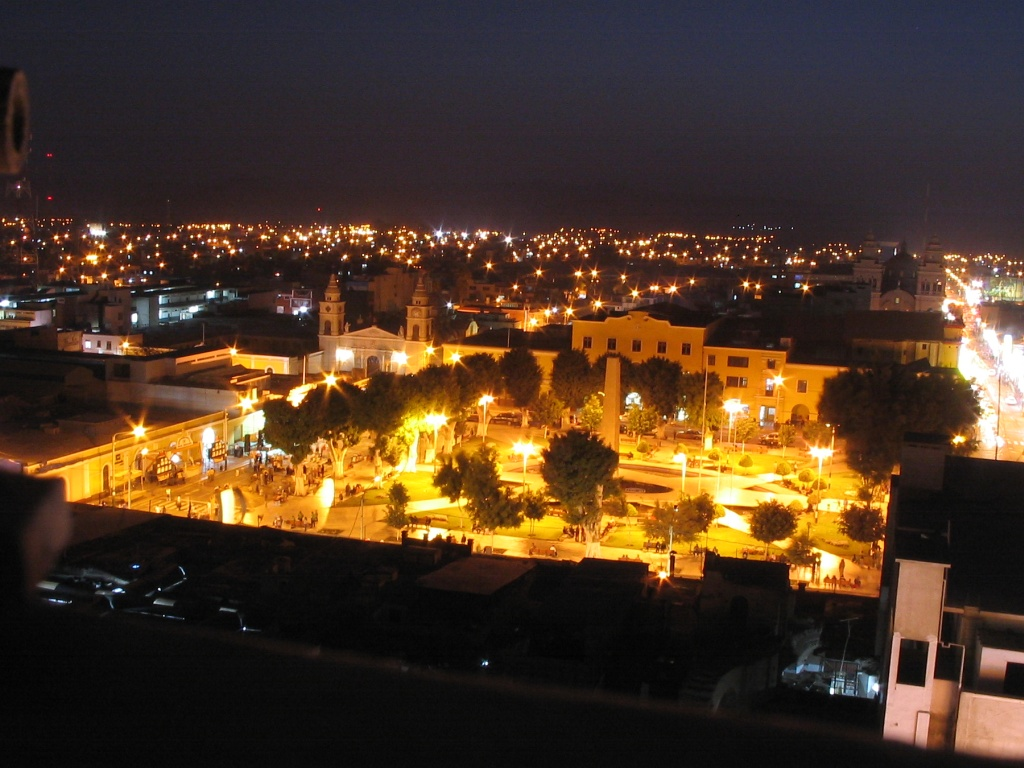
Orașul Ica

Ica este un oraș din Peru, din Regiunea Ica.